# Cmentarz żydowski w Kargowej
Cmentarz żydowski w Kargowej – data powstania nekropolii pozostaje nieznana (najstarsze wzmianki o niej pochodzą z początku XX wieku), została ona zniszczona przez nazistów w latach 30. XX wieku. Do naszych czasów zachowały się tylko nieliczne potłuczone nagrobki z inskrypcjami w języku hebrajskim.